# Pizzo Dosdè
Il Pizzo Dosdè (3.280 m s.l.m.) è situato in val Dosdè, di cui è la montagna più alta.

## Descrizione
Si trova nella provincia di Sondrio, vicino al confine con la Svizzera. il Bivacco Angelo e Seconda Caldarini può essere usato come punto di appoggio per la salita alla vetta.